# Henry Cornelius (Regisseur)
Owen Henry Cornelius (* 18. August 1913 in Kapstadt, Südafrika; † 2. Mai 1958 in London, Großbritannien) war ein südafrikanisch-britischer Filmregisseur, Drehbuchautor, Filmproduzent und Filmeditor, dessen quantitativ schmales Œuvre stilprägend für die britische Filmkomödie nach dem Zweiten Weltkrieg war.

## Leben
Cornelius kam 1931 nach Berlin, um sich von Max Reinhardt künstlerisch ausbilden zu lassen. 1933 durfte er am dortigen Schiller-Theater erstmals ein Stück inszenieren, zog es nach der Machtübernahme durch die Nationalsozialisten aber vor, Deutschland noch im selben Jahr zu verlassen. Cornelius reiste nach Paris weiter, wo er an der Sorbonne Journalismus studierte. 
1934 knüpfte er erste Kontakte zum Film in der Abteilung Schnitt bei den Studios de Montrouge. 1935 übersiedelte Cornelius nach London und arbeitete dort zunächst mit dem Franzosen René Clair zusammen, der ihn noch im selben Jahr als Schnittassistent bei seiner Komödie Ein Gespenst geht nach Amerika (The Ghost Goes West) verpflichtete. Clairs Regie-Stil sollte sich Jahrzehnte später auf Cornelius’ eigene Inszenierungen auswirken. Bis 1940 blieb Cornelius zunächst Schnittassistent, arbeitete aber auch bereits als eigenverantwortlicher Filmeditor bei Alexander und Zoltan Kordas Abenteuerfilmen Gefahr am Doro-Paß und Vier Federn. 1940 kehrte Cornelius für drei Jahre nach Südafrika zurück, um als stellvertretender Leiter der staatlichen Union Unity an der Herstellung von Dokumentarfilmen mitzuwirken. Zurück in London, betätigte er sich anfänglich als Produktionsassistent, ab 1945 auch als Produktionsleiter für Michael Balcons Produktionsfirma Ealing bzw. als Drehbuchautor (z. B. bei Whitechapel).
Mit der Komödie Blockade in London inszenierte Cornelius 1948 für Ealing ein kleines Meisterwerk um einen Londoner Stadtteil, der sich nach dem Fund eines uralten Dokumentes plötzlich vom Rest Englands für unabhängig erklärt. Ein weiterer großer Erfolg war 1953 die Komödie Die feurige Isabella. Wieder gelang ihm eine skurrile Geschichte, die ihren Charme vor allem aus der liebevollen Zeichnung eigenbrötlerischer und kauziger Typen entwickelte. Diesmal erzählte Cornelius die Geschichte zweier Freunde, die sich ein von allerlei Hindernissen begleitetes Wettrennen mit zwei Oldtimern liefern. Bei seiner nächsten Inszenierung wich Cornelius vom Komödienstil ab. I am a Camera hatte die leichtlebige Sängerin Sally Bowles im Mittelpunkt, die im Berlin der ausgehenden Weimarer Republik ein Zimmerchen mit einem abgebrannten Nachwuchsautoren teilt. In diesem Werk, das 1971 von Bob Fosse als Cabaret ungleich berühmter neuverfilmt wurde, konnte Cornelius seine eigenen Berliner Erfahrungen jener Jahre einbringen. 
Kurz vor seinem frühen Tod 1958 realisierte Henry Cornelius zwei weitere Komödien, Der verrückte Mr. Webb und Herzlich willkommen im Kittchen. Das letztgenannte Werk musste wegen des überraschenden Ablebens von Cornelius von dessen Kollegen Charles Crichton vollendet werden. Trotz gewisser Meriten konnte Cornelius mit diesen Spätwerken jedoch nicht mehr an die Erfolge seiner frühen Jahre anschließen.

## Filmografie
als Regisseur (komplett)
- 1949: Blockade in London (Passport to Pimlico, auch Drehbuchmitarbeit)
- 1951: Der galoppierende Major (The Galloping Major, auch Drehbuchmitarbeit)
- 1953: Die feurige Isabella (Genevieve, auch Produktion)
- 1955: I Am a Camera
- 1958: Der verrückte Mr. Webb (Next to No Time, auch Drehbuchmitarbeit)
- 1958: Herzlich willkommen im Kittchen (Law and Disorder)

als Filmeditor (Auswahl)
- 1938: Gefahr am Doro-Paß (The Drum)
- 1939: Vier Federn (The Four Feathers)